# Dream Boy (phim)
Dream Boy là một bộ phim truyền hình Nam Gothic có chủ đề đồng tính nam năm 2008 được viết và đạo diễn bởi James Bolton và dựa trên cuốn tiểu thuyết cùng tên năm 1995 của Jim Grimsley về hai thanh thiếu niên đồng tính yêu nhau ở vùng nông thôn miền Nam vào cuối những năm 1970. Phim có sự tham gia của Stephan Bender và Max Roeg.

## Nội dung
Nathan Davies mười lăm tuổi (Stephan Bender) chuyển đến St. Francisville, Louisiana, một thị trấn nhỏ ở miền Nam có cha mẹ (Thomas Jay Ryan và Diana Scarwid) và bắt đầu làm bạn với cậu bé lớn hơn bên cạnh, Roy (Maximillian Roeg), một học sinh trung học và tài xế xe buýt, người có mối quan hệ với Evelyn (Rooney Mara). Nathan và Roy bắt đầu phát triển mối quan hệ của họ bằng cách giúp đỡ nhau trong công việc ở trường tại nhà của Nathan. Trong khi Roy đang dạy cho Nathan cách giải một bài toán đại số, thì Nathan chạm vào tay anh. Lúc đầu, Roy kéo đi, nhưng rồi nắm lấy tay của Nathan.
Sau khi hoàn thành công việc, các chàng trai đi dạo trong rừng, tìm một nghĩa trang cũ, nơi họ dừng lại và bắt đầu hôn nhau. Họ cởi quần áo xuống tất cả mọi thứ trừ tất và đồ lót, và nằm ôm nhau. Mối quan hệ giữa Nathan và cha được tiết lộ là có chút kỳ lạ và đầy căng thẳng. Một buổi sáng, Roy kéo chiếc xe buýt vào một phần trong rừng và họ hôn nhau và Nathan chạm vào Roy. Roy hỏi rằng trước đây, Nathan đã từng làm điều này với bất kỳ ai chưa, và anh hứa rằng anh sẽ không bao giờ có. Roy đưa Nathan đi bơi cùng Burke và Randy, nhưng Nathan thừa nhận anh ta không thể bơi. Trong khi xem Roy, Burke đe dọa sẽ ném anh ta xuống nước, nhưng Roy ngăn anh ta lại. Trong khi Roy đang lái xe về nhà, anh ta tấp vào lề đường và họ bắt đầu hôn nhau. Khi Nathan bắt đầu quan hệ tình dục với Roy, Roy giận dữ ngăn anh ta lại, hỏi "ai đã dạy [anh ta] làm như vậy". Nathan thề "không ai".
Khi Nathan về nhà tối hôm đó, cha anh muốn biết anh có thời gian vui vẻ không. Nathan đang trên bờ vực nước mắt khi anh trả lời cha mình. Anh ta buộc một sợi dây lên ngăn kéo tủ quần áo và đầu giường, nhét gối dưới tấm trải giường và di chuyển xuống sàn để ngủ. Trong đêm, anh nghe thấy tiếng uỵch và chạy ra khỏi phòng, vì đó là cha anh lẻn vào. Sau đó, anh tiết lộ rằng cha anh đã chạm vào anh trong quá khứ một cách không thích hợp. Nathan ngủ bên ngoài và về nhà chỉ để ăn, nhưng trở về cây bên ngoài sau khi ăn xong.
Roy tìm thấy anh ta và cho anh ta một nơi để ngủ trong nhà kho của gia đình anh ta. Sáng hôm sau, Nathan về nhà ăn sáng và cha anh bắt anh ta, la mắng anh ta không chạy khỏi anh ta, nhưng mẹ của Nathan ngắt lời và anh ta chạy đến xe buýt của trường. Sau đó, Roy nói với họ rằng họ sẽ đi cắm trại với Burke và Randy vào cuối tuần đó. Tối hôm đó, Roy kể những câu chuyện ma quanh đống lửa trại, và trong căn lều của họ, Nathan đưa cho Roy một blowjob, và Roy hỏi anh ta có phiền không khi Roy không làm những điều đó cho anh ta, và Nathan nói rằng anh ta không Tâm trí. Đi bộ qua rừng, các chàng trai tìm thấy một ngôi nhà đồn điền cũ. Họ vào trong để điều tra, và Nathan nghe thấy một giọng nói gọi tên anh, giống như của cha anh. Sau đó, họ tìm thấy mảnh vải có vẻ như là máu trên đó, và họ ngửi thấy mùi lưu huỳnh (mà theo lời của Nathan là mùi của Quỷ dữ), và các cậu bé nhìn thấy một cái bóng di chuyển lên cầu thang.
Burke lấy đèn pin từ Roy và đi điều tra với Randy. Roy và Nathan đi vào phòng ngủ và nói chuyện, và anh ấy nói anh ấy cảm thấy như thể anh ấy sẽ không bao giờ rời khỏi ngôi nhà đó. Anh lại nghe thấy giọng nói và Roy đi xem họ có quay lại không. Nathan nhìn thấy cha mình và nhắm mắt lại, khi Roy vào phòng một lần nữa. Anh ta bảo Nathan đừng nhìn bất cứ thứ gì anh ta nhìn thấy nữa và hôn anh ta. Roy quỳ xuống và tiến tới fellate Nathan, khi Burke và Randy tìm thấy họ. Roy xông ra khỏi phòng, và Nathan lại nghe thấy giọng nói đó, và bất ngờ bị đánh bất tỉnh. Một bóng người mang anh ta lên cầu thang.
Trên gác mái, Burke hãm hiếp Nathan và nhận ra những gì anh ta đã làm, chán ghét chính mình, anh ta bẻ một cánh tay khỏi một chiếc ghế bập bênh và đánh vào đầu anh ta. Máu bắt đầu chảy trên sàn nhà dưới đầu của Nathan và Burke để anh ta trên gác mái. Khi Roy và Randy tìm thấy Nathan vào sáng sớm hôm sau, anh ta dường như đã chết. Roy bảo Randy tiếp tục đi tìm Burke, người mà anh ta nói rằng anh ta không tin vào thời điểm này về những gì đã xảy ra. Roy khóc khi Randy rời đi, rồi Roy cũng rời đi. Cảnh sát đến nơi, đưa cha của Nathan, người đang rơi nước mắt che mặt của Nathan bằng một tấm chăn.
Nathan tỉnh dậy sau cơn hôn mê, hoặc hồi sinh nếu chết, đứng dậy và rời khỏi đồn điền. Anh lang thang một lúc lâu vẫn bàng hoàng từ cú đánh vào đầu. Cuối cùng anh ta thấy Roy đi ra khỏi nhà thờ tối chủ nhật, nhưng Roy đang ở cùng gia đình, vì vậy, anh lang thang khắp nơi để chờ Roy về nhà. Mẹ của Nathan rời khỏi cha mình, và bây giờ, đầu óc minh mẫn, thấy Roy đang khóc trong chuồng nơi Nathan ngủ trong khi trốn bố. Khi Roy nhìn lên, anh thấy Nathan và ôm anh.
Ở cuối câu chuyện, Roy đang lái xe buýt và nhìn vào gương đến một chỗ trống, nhưng khi anh ta nhìn lần thứ hai, Nathan ở đó mỉm cười với anh ta.

### Sự khác biệt từ tiểu thuyết
Bộ phim khởi hành từ cuốn tiểu thuyết và để lại ấn tượng rằng Nathan thực sự đã chết, và những cảnh trước đó là một chuỗi giấc mơ mơ ước của một trong hai người tình của chàng trai, có lẽ là Roy. Trong cuốn sách cảnh này không diễn ra. Cuốn sách có các chàng trai gặp nhau trong sân nhà thờ của Roy, và quyết định bỏ trốn cùng nhau kể từ khi Roy bị cả Burke và Randy nhìn thấy hôn, và cả hai chàng trai chắc chắn sẽ bị đuổi ra ngoài cho gia đình của họ và cả cộng đồng. Cuốn sách kết thúc với nội dung: "Họ nghe thấy giọng nói của những người tìm kiếm chúng trong rừng. Họ đứng và đi. Họ không bao giờ nhìn lại."

## Diễn viên
- Stephan Bender vai Nathan Davies
- Maximillian Roeg vai Roy
- Randy Wayne vai Burke, một trong những người bạn thân nhất của Roy
- Owen Beckman vai Randy, một trong những người bạn thân nhất của Roy
- Thomas Jay Ryan vai Harland Davies, người cha ngược đãi của Nathan
- Diana Scarwid vai Vivian Davies, mẹ của Nathan
- Rooney Mara vai Evelyn, bạn gái của Roy
- Rickie Lee Jones vai mẹ của Roy

## Phát hành
Dream Boy được chiếu lần đầu tiên tại Liên hoan phim quốc tế Berlin ở Đức vào ngày 12 tháng 2 năm 2008. Buổi chiếu đầu tiên ở Mỹ là vào ngày 24 tháng 10 năm 2008 tại Liên hoan phim quốc tế Chicago. Bộ phim được phát hành trên DVD ở Bắc Mỹ vào ngày 24 tháng 8 năm 2010, với xếp hạng R cho "nội dung tình dục và một số bạo lực bao gồm cưỡng hiếp –  liên quan đến thanh thiếu niên".

## Liên Kết ngoài
- Dream Boy trên Internet Movie Database
- Dream Boy tại AllMovie
- Dream Boy tại Box Office Mojo
- Dream Boy tại Rotten Tomatoes